# Eva Van Driessche
Eva Van Driessche (ca. 1979) is een Belgisch redactrice. 

## Levensloop
Van Driessche studeerde Germaanse talen.
In oktober 2002 ging ze aan de slag bij Humo. In september 2005 maakte ze de overstap naar toenmalig zusterblad Flair, waar ze onder andere de website Flair.be coördineerde. Vervolgens ging Van Driessche in april 2009 aan de slag bij Goedele, waar ze als journaliste actief was tot december 2011. Tevens was ze van april 2009 tot augustus 2015 werkzaam als journaliste bij Vitaya Magazine.

In september 2015 maakte ze de overstap van Sanoma naar De Persgroep, alwaar ze eerst chef en vervolgens hoofdredacteur (oktober 2016) werd van Nina. In mei 2018 keerde ze terug naar Flair, dat ondertussen was overgenomen door Roularta, alwaar ze Frederik De Swaef opvolgde als hoofdredacteur.